# Curug (Tirto)
Curug is een bestuurslaag in het regentschap Pekalongan van de provincie Midden-Java, Indonesië. Curug telt 2806 inwoners (volkstelling 2010).